# Troja-Kamin

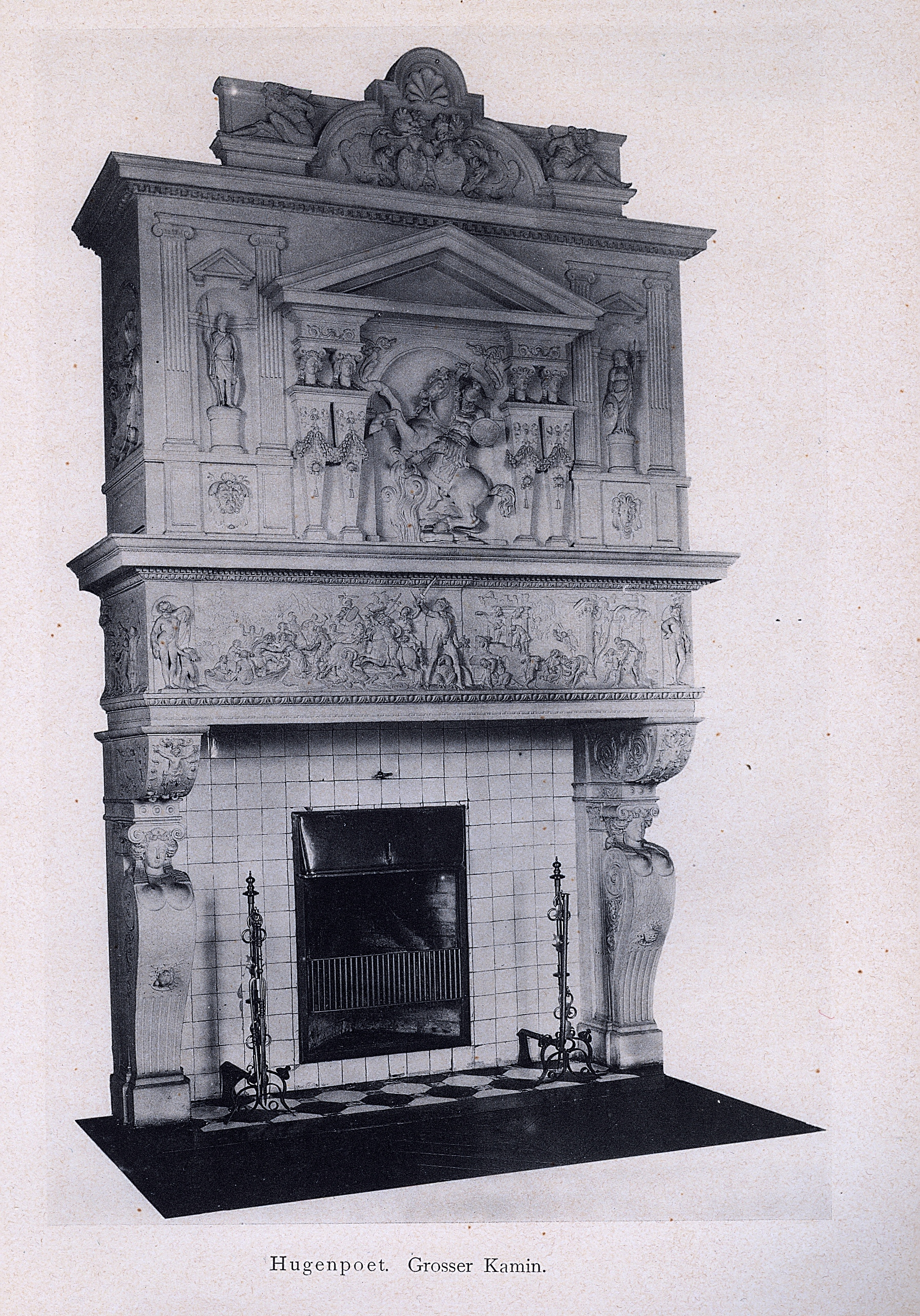
Kamin (Photographie)

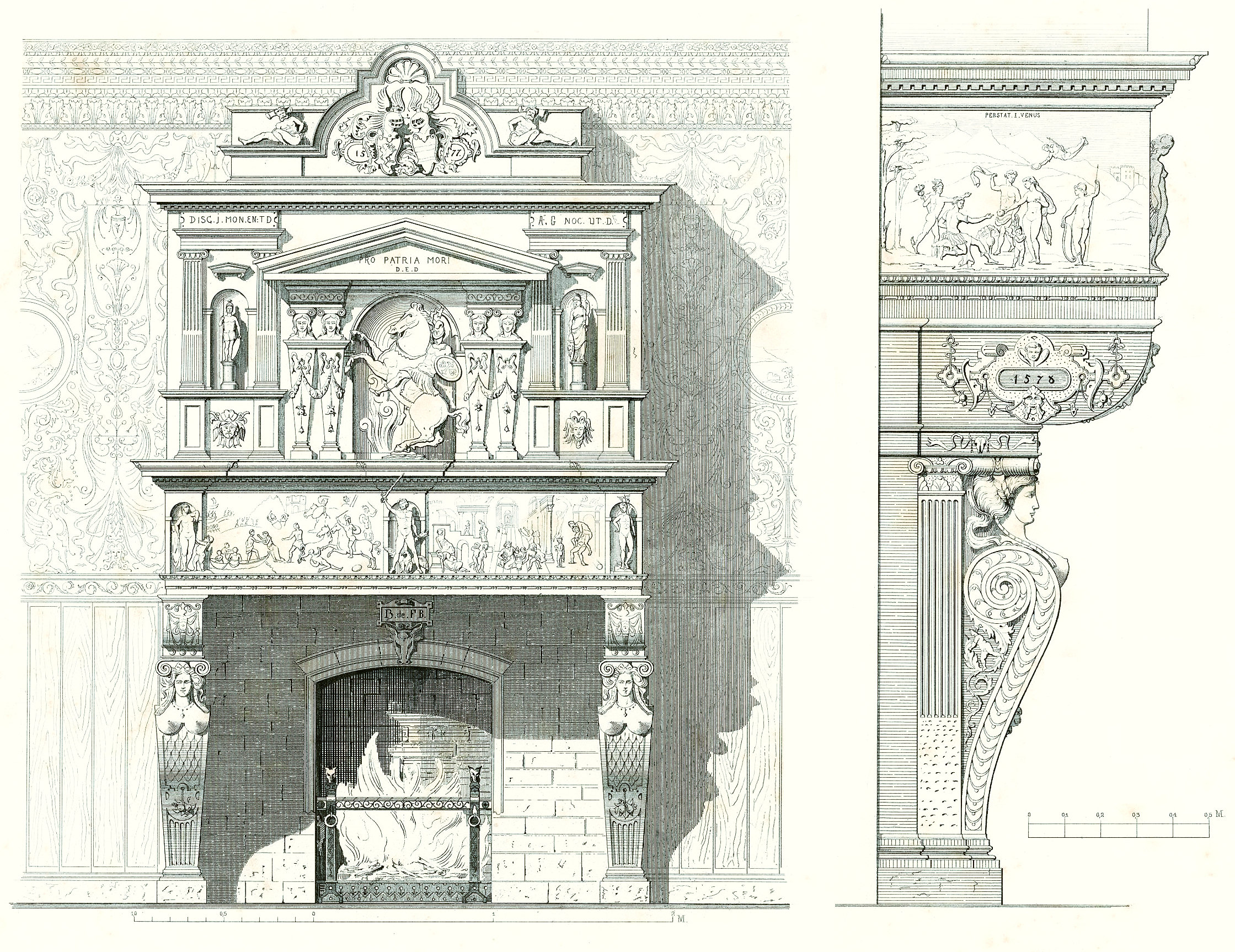
Kamin (Zeichnung)

Der Troja-Kamin im Schloss Hugenpoet wurde im Jahr 1577 geschaffen. Es zählt zu den „glänzendsten Werke[n] der unter niederländischem Einflusse stehenden Spätrenaissance in den Rheinlanden und Westfalen“. Der Kamin gehört zu drei Renaissancekaminen aus Baumberger Sandstein mit Reliefs aus den Jahren 1560 bis 1578, die ursprünglich aus dem Schloss Horst stammten und später in das Schloss Hugenpoet gelangten.

## Beschreibung
Paul Clemen beschreibt in Die Kunstdenkmäler der Stadt und des Kreises Düsseldorf ausführlich das Kunstwerk, das „feiner in der Einzeldurchführung und pomphafter in der Ausstattung“ ist.

### Unterteil

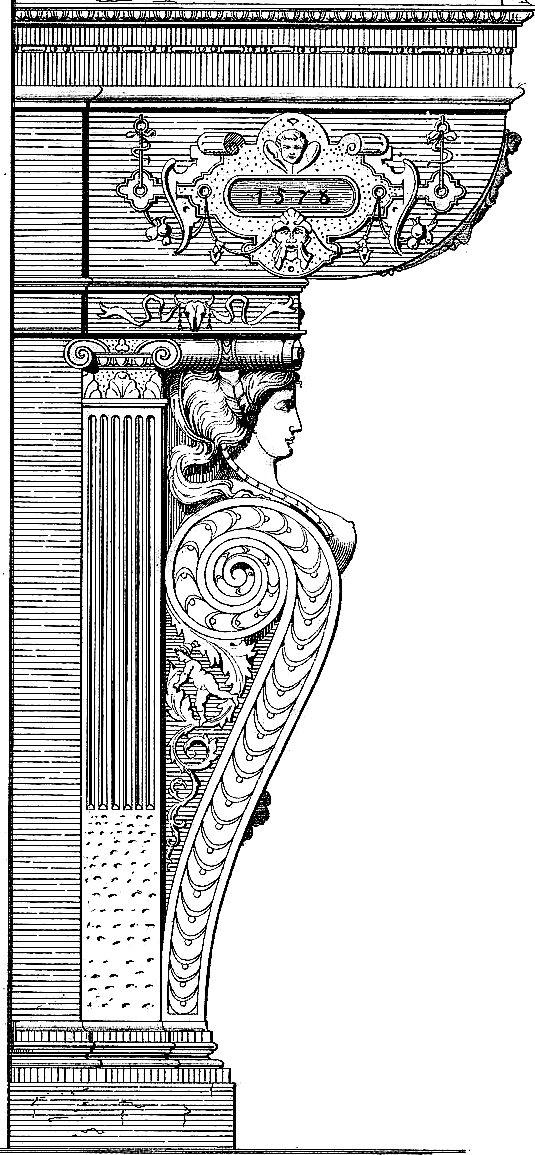
Unterteil: Herme mit Kapitell und Zahl 1578.

Der unterste Teil besteht aus zwei Füssen – „durch weibliche Hermen gebildet, die auf dem lockengeschmückten Haupt ein jonisches Kapitäl und darüber die reichverzierte Konsole tragen, links die Zahl 1578, rechts die Buchstaben DNW “.

### Architrav

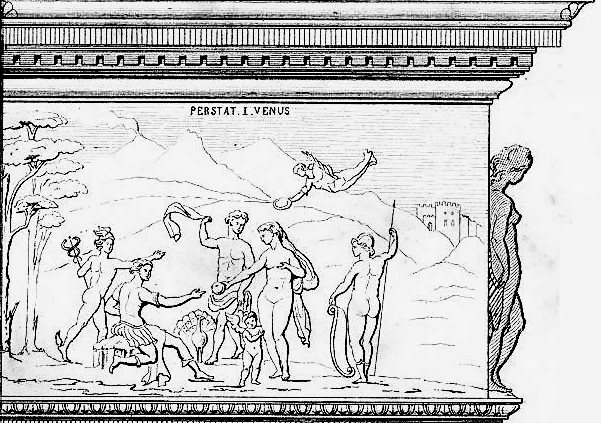
Architrav, linke Schmalseite: Urteil des Paris.

Ein Architrav stützt sich auf die beiden Füße. Das Thema ist der Brand von Troja. Drei Figuren in Hochrelief gliedern ein Flachrelief. In der Mitte Jupiter mit Schwert und Blitzen zwischen seinen Füßen der Adler, rechts Merkur, links Venus. Das Flachrelief zeigt auf der linken Seite die Darstellung einer eroberten Stadt, die Bewohner flüchten in Kähnen, sie werden verfolgt von den Siegern auf Rossen. Im Hintergrund im Flachrelief Reiter über eine Brücke herziehend. Auf der rechten Seite wird der Brand Trojas dargestellt, im Vordergrund sind zusammenstürzende und flüchtende Frauen dargestellt, rechts Gruppen aus dem Raffaelschen Brand des Borgo. An den Schmalseiten rechts Pyramus und Thisbe am Brunnen, links Urteil des Paris.

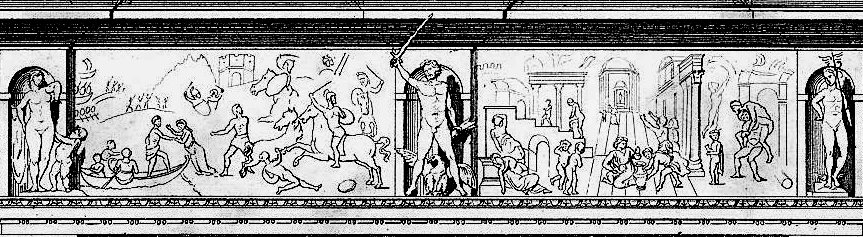
Architrav, Längsseite: Der Architrav zeigt auf der linken Seite die Eroberung Trojas und auf der rechten Seite den Brand Trojas.

### Aufsatz
Der Aufsatz zeigt einen weitvorkragenden, flachen Ziergiebel, dessen Architrav wird von Hermen getragen, die jeweils zu zweit durch Festons verbunden sind. In der Mitte befindet sich die Figur des Curtius auf einem Pferd mit Schild und Schwert um über einen unter den Hufen des Pferdes sich öffnenden Spalt hinwegzusetzen. An den Seiten befinden sich in Nischen zwischen flachen Pilastern die Figuren des Mars und der Minerva. An den Schmalseiten befinden sich rechts das Wappen des Adelsgeschlechts von der Horst, links das Wappen der Familie von Palandt.

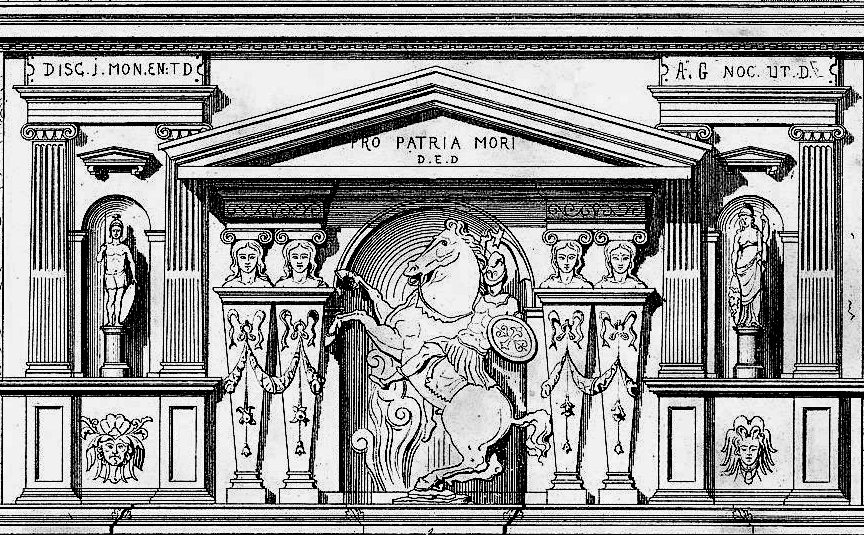
Der Aufsatz mit den Figuren des Curtius (Mitte) und des Mars (links) und Minerva (rechts)

### Abschluss
Die Krönung des Aufsatzes bildet das Doppelwappen der von der Horst, und der von Palandt und der Zahl 1577. Es befindet sich zwischen den sitzenden Gestalten zweier gefesselter nackter Menschen.

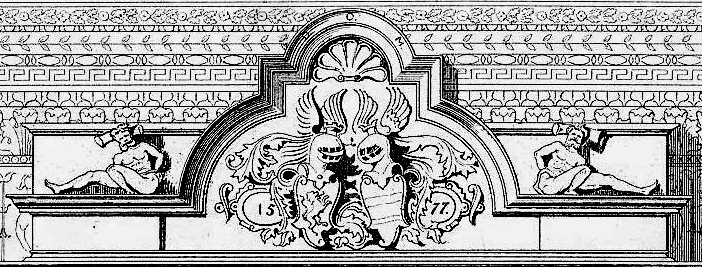
Der Abschluss zeigt das Doppelwappen der von der Horst und der von Palandt.